# Alemanha nos Jogos Olímpicos de Inverno de 2002
A Alemanha participou dos Jogos Olímpicos de Inverno de 2002 em Salt Lake City, nos Estados Unidos. O país estreou nos Jogos em 1928 e em Salt Lake City fez sua 17ª apresentação. O país terminou na segunda posição do quadro de medalhas, com 12 ouros, 16 pratas e 8 bronzes, 36 medalhas no total.

## Medalhas
| Atleta                                                           | Esporte                 | Evento                        | Medalha |
| ---------------------------------------------------------------- | ----------------------- | ----------------------------- | ------- |
| Kati Wilhelm                                                     | Biatlo                  | 7,5km feminino                | Ouro    |
| Andrea Henkel                                                    | Biatlo                  | 15km feminino                 | Ouro    |
| Katrin Apel Uschi Disl Andrea Henkel Kati Wilhelm                | Biatlo                  | 15km feminino                 | Ouro    |
| Andre Lange Enrico Kuehn Kevin Kuske Carsten Embach              | Bobsleigh               | Equipes masculinas            | Ouro    |
| Christoph Langen Markus Zimmerman                                | Bobsleigh               | Duplas masculinas             | Ouro    |
| Manuela Henkel Viola Bauer Claudia Kuenzel Evi Sachenbacher      | Esqui cross-country     | Revezamento 4x5km feminino    | Ouro    |
| Sylke Otto                                                       | Luge                    | Individual feminino           | Ouro    |
| Alexander Resch Patric-Fritz Leitner                             | Luge                    | Duplas mistas                 | Ouro    |
| Michael Uhrmann Stephan Hocke Sven Hannawald Martin Schmitt      | Salto de esqui          | K120 por equipes              | Ouro    |
| Anni Friesinger                                                  | Patinação de velocidade | 1500m feminino                | Ouro    |
| Claudia Pechstein                                                | Patinação de velocidade | 3000m feminino                | Ouro    |
| Claudia Pechstein                                                | Patinação de velocidade | 5000m feminino                | Ouro    |
| Sven Fischer                                                     | Biatlo                  | 10km masculino                | Prata   |
| Frank Luck                                                       | Biatlo                  | 20km masculino                | Prata   |
| Kati Wilhelm                                                     | Biatlo                  | 10km perseguição feminino     | Prata   |
| Uschi Disl                                                       | Biatlo                  | 7,5km feminino                | Prata   |
| Sven Fischer Frank Luck Ricco Gross Peter Sendel                 | Biatlo                  | Revezamento 4x7,5km masculino | Prata   |
| Sandra Prokoff Ulrike Holzner                                    | Bobsleigh               | Duplas femininas              | Prata   |
| Peter Schlickenrieder                                            | Esqui cross-country     | Sprint 1,5km masculino        | Prata   |
| Evi Sachenbacher                                                 | Esqui cross-country     | Sprint 1,5km feminino         | Prata   |
| Georg Hackl                                                      | Luge                    | Individual masculino          | Prata   |
| Barbara Niedernhuber                                             | Luge                    | Individual feminino           | Prata   |
| Ronny Ackermann                                                  | Combinado nórdico       | Sprint masculino              | Prata   |
| Bjoern Kircheisen Georg Hettich Marcel Hoehlig Ronny Ackermann   | Combinado nórdico       | Equipes masculinas            | Prata   |
| Sven Hannawald                                                   | Salto de esqui          | K90 masculino                 | Prata   |
| Monique Garbrecht-Enfeldt                                        | Patinação de velocidade | 500m feminino                 | Prata   |
| Sabine Völker                                                    | Patinação de velocidade | 1000m feminino                | Prata   |
| Sabine Völker                                                    | Patinação de velocidade | 1500m feminino                | Prata   |
| Martina Ertl                                                     | Esqui alpino            | Combinado feminino            | Bronze  |
| Ricco Gross                                                      | Biatlo                  | 12,5km perseguição masculino  | Bronze  |
| Susi-Lusa Erdmann Nicole Herschmann                              | Bobsleigh               | Duplas femininas              | Bronze  |
| Tobias Angerer Jens Filbrich Andreas Schluetter Rene Sommerfeldt | Esqui cross-country     | Revezamento 4x10km masculino  | Bronze  |
| Viola Bauer                                                      | Esqui cross-country     | 5km perseguição feminino      | Bronze  |
| Silke Kraushaar                                                  | Luge                    | Individual feminino           | Bronze  |
| Jens Boden                                                       | Patinação de velocidade | 5000m masculino               | Bronze  |
| Sabine Völker                                                    | Patinação de velocidade | 500m feminino                 | Bronze  |